# Monasterio de San Cristóbal de Ibeas
El monasterio de San Cristóbal fue un inmueble ubicado en la localidad española de San Millán de Juarros, en la provincia de Burgos.

## Descripción
Se trataba de un monasterio de premostratenses. De pequeño tamaño, contaba con un claustro y una iglesia que ocupaba la parte norte del edificio. Ya a mediados del XIX se encontraba en «muy mal estado». Los pocos restos conservados se encuentran hoy día junto al cementerio de la localidad de San Millán de Juarros.